# Neunhausen
Neunhausen (luxemburgisch Néngsenⓘ) ist eine Ortschaft der luxemburgischen Gemeinde Esch-Sauer. Bis Ende 2011 war Insenborn (luxemburgisch Ënsber) der wichtigste Hauptort der Gemeinde, die zum Kanton Wiltz gehörte. Die Gemeinde Neunhausen wurde zum 1. Januar 2012 mit den Gemeinden Heiderscheid und Esch-Sauer zu einer neuen Gemeinde fusioniert, die den Namen Esch-Sauer erhielt.

## Wappen
Beschreibung: In Silber liegt eine Distel auf fünf roten Balken.

## Ehemalige Zusammensetzung der Gemeinde
Die Gemeinde Neunhausen bestand aus den Ortschaften:
- Bonnal,
- Burgfried,
- Insenborn,
- Lultzhausen,
- Neunhausen.

## Verschiedenes
1969 war der Badestrand Burgfried (luxemburgisch Buerfelt) Mittel- und Ausgangspunkt einer politischen Affäre, die die Ministerin Madeleine Frieden-Kinnen das Amt kostete.